# Creagrutus changae
Creagrutus changae es una especie de pez de la familia Characidae en el orden de los Characiformes.

## Morfología
Los machos pueden llegar alcanzar los 6,7 cm de longitud total.

## Hábitat
Vive en zonas de clima tropical.

## Distribución geográfica
Se encuentran en Sudamérica: afluentes occidentales del río Ucayali en  Junín, Pasco y Huanuco ( Perú ).